# Hannes Sirola
Hannes Rikhard Sirola (Hämeenlinna, 18 aprile 1890 – Lahti, 4 aprile 1985) è stato un ginnasta finlandese.

## Palmarès

### Olimpiadi
- 1 medaglia:
  - 1 argento (Stoccolma 1912 nel concorso libero a squadre)